# Mouvement volontaire
La motricité volontaire est apportée par un faisceau, c'est-à-dire un ensemble de fibres nerveuses situé au sein du système nerveux central. Ce faisceau, appelé faisceau pyramidal ou encore cortico-spinal, prend son origine au niveau de l'aire 4 (classification des aires cérébrales de Brodmann selon des critères histologiques). 
Cette aire, encore appelée aire préfrontale (car dans le lobe frontal en avant du sillon primaire de Rolando), est constitué des corps cellulaires de cellules pyramidales dont les axones (prolongements neuronaux) participeront à la formation du dit faisceau pyramidal. Les axones forment à l'origine la corona radiata, puis les fibres subissent une torsion pour passer dans la capsule interne, un espace de substance blanche situé entre le thalamus et le noyau lenticulaire. Sous la capsule, les fibres pénètrent dans le tronc cérébral, au niveau du mésencéphale et plus précisément dans les pédoncules cérébraux. Au niveau du bulbe rachidien, 80 % des fibres croisent la ligne médiane pour atteindre le côté controlatéral, elles formeront le faisceau cortico-spinal croisé dans la partie postérieure du cordon latéral de la moelle épinière. Ceci explique que l'atteinte d'une aire 4 entraîne des troubles dans l'hémicorps controlatéral. Accessoirement, on décrit des fibres qui ne croisent pas dans le bulbe mais descendent du même côté pour former le faisceau cortico-spinal direct dans la moelle, au contact de la fissure ventrale, dans le cordon antérieur.
Ces fibres finissent par s'articuler par liaison synaptique avec les corps cellulaires des motoneurones situés dans la corne antérieure homolatérale pour le faisceau croisé, controlatérale pour le faisceau direct (il y a donc croisement dans la moelle).
Une atteinte de la motricité volontaire, soit de l'aire préfrontale soit du faisceau pyramidal, est possible, et est donc responsable d'un syndrome pyramidal. On peut citer parmi les causes un AVC d'une artère préfrontale par exemple.
Ce syndrome pyramidal entraîne donc entre autres une diminution de la force musculaire.